# Pseudododa orientalis
Pseudododa orientalis är en insektsart som beskrevs av Zhang, Wei och Webb 2007. Pseudododa orientalis ingår i släktet Pseudododa och familjen dvärgstritar. Inga underarter finns listade i Catalogue of Life.